# Karasumi
Karasumi ( カラスミ (唐墨,鱲子)) est un mets apéritif japonais, proche du mentaiko, produit en salant des poches d'œufs (rogue) de mulet, puis en les faisant sécher au soleil. Une théorie suggère que le nom de ce mets provient de sa ressemblance avec un bloc de sumi (bâton d'encre) importé de Chine (kara), utilisé dans le shodo[réf. nécessaire]. Le karasumi est un produit cher, délicat, consommé tout en buvant du saké. Il est le pendant japonais de la poutargue. 
C'est une spécialité de Nagasaki qui, en compagnie des rogues d'oursins et les viscères macérés du concombre de mer (konowata), forment les trois plus connus chinmi (goûts rares/recherchés) du Japon. La ville de Tungkang (en) à Taiwan est spécialisée dans la production du karasumi[réf. nécessaire].